# Apel·les Fenosa i Florensa
Apel·les Fenosa i Florensa (Barcelona, 16 de maig de 1899 – París, França, 1988) fou un escultor català, un dels més destacats del segle xx.

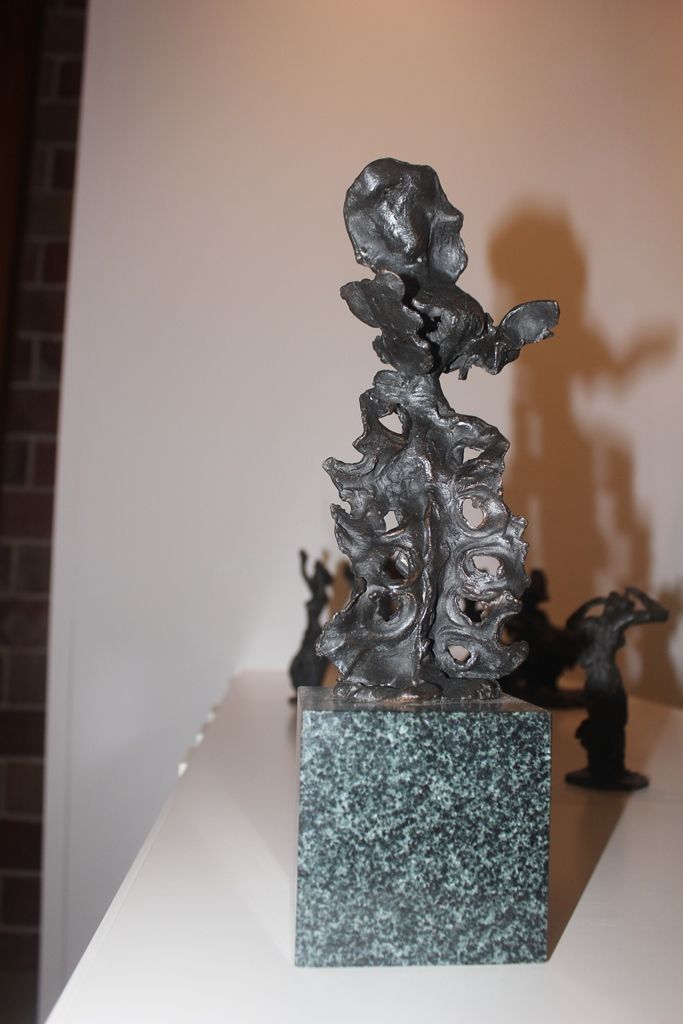
Millepertius 1962, col·lecció Lluís Bassat

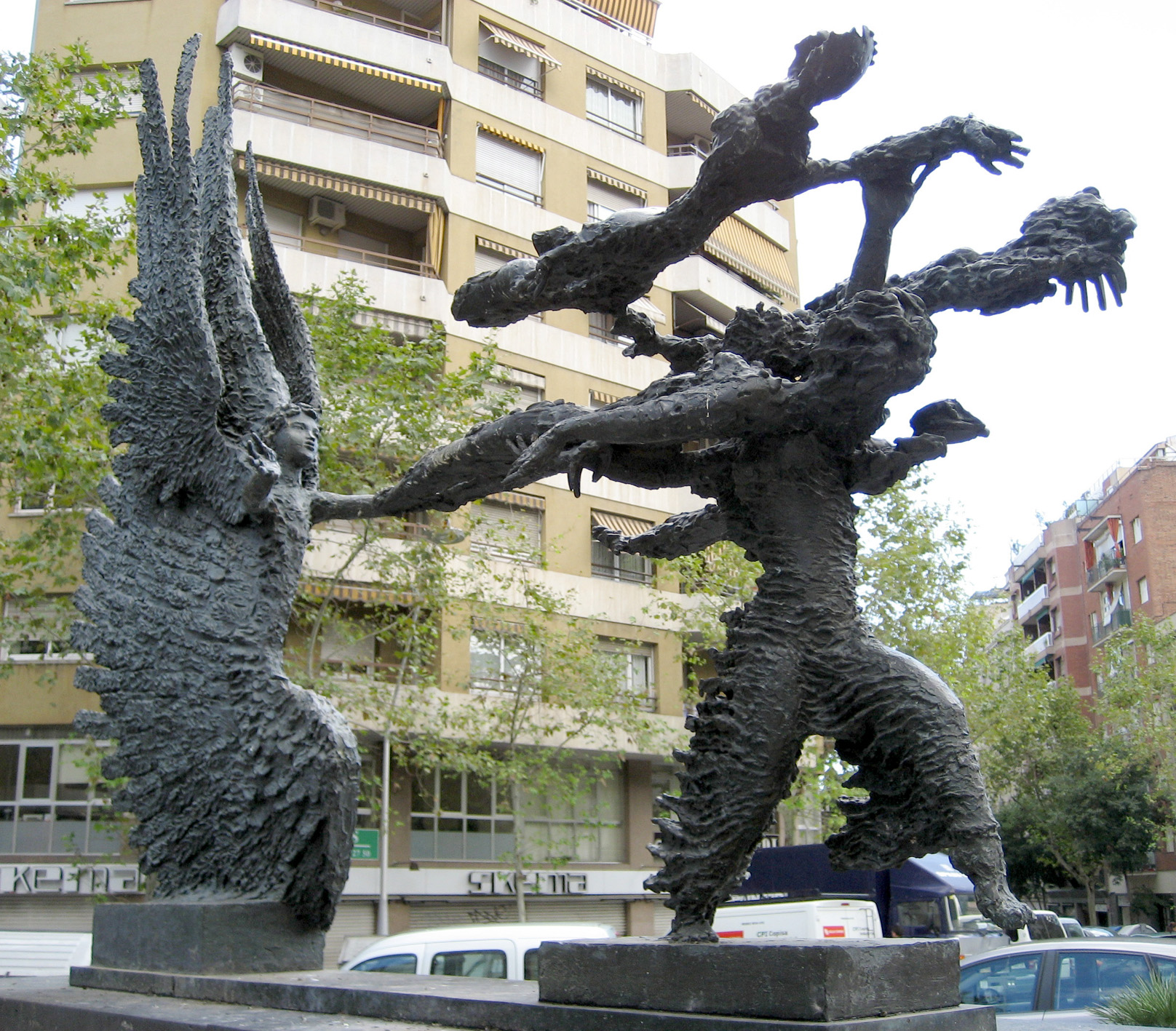
El bon temps perseguint la tempesta (1978), a l'avinguda Gaudí de Barcelona. Basada en un guix seu del 1957

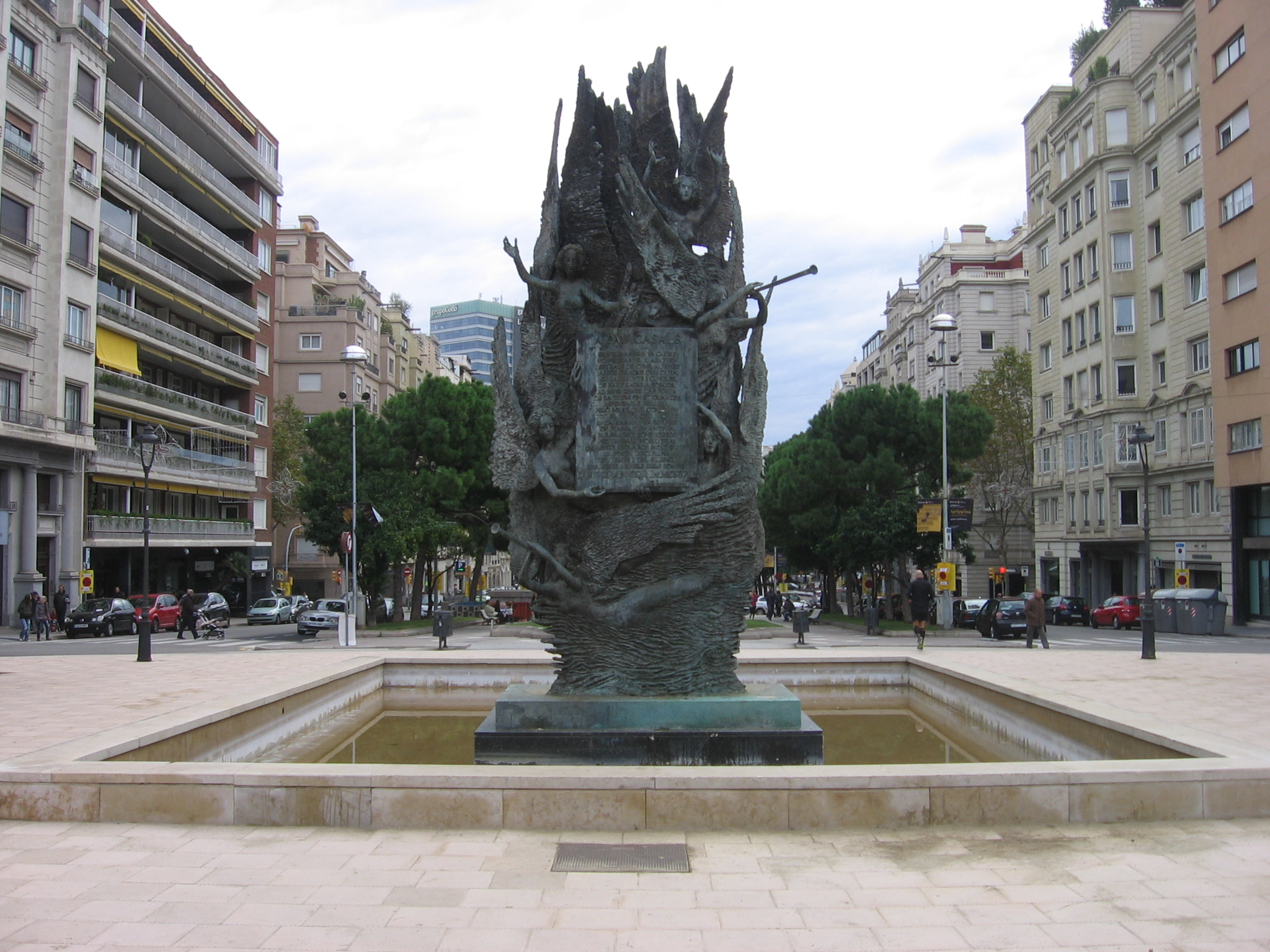
A Pau Casals, a l'avinguda Pau Casals de Barcelona

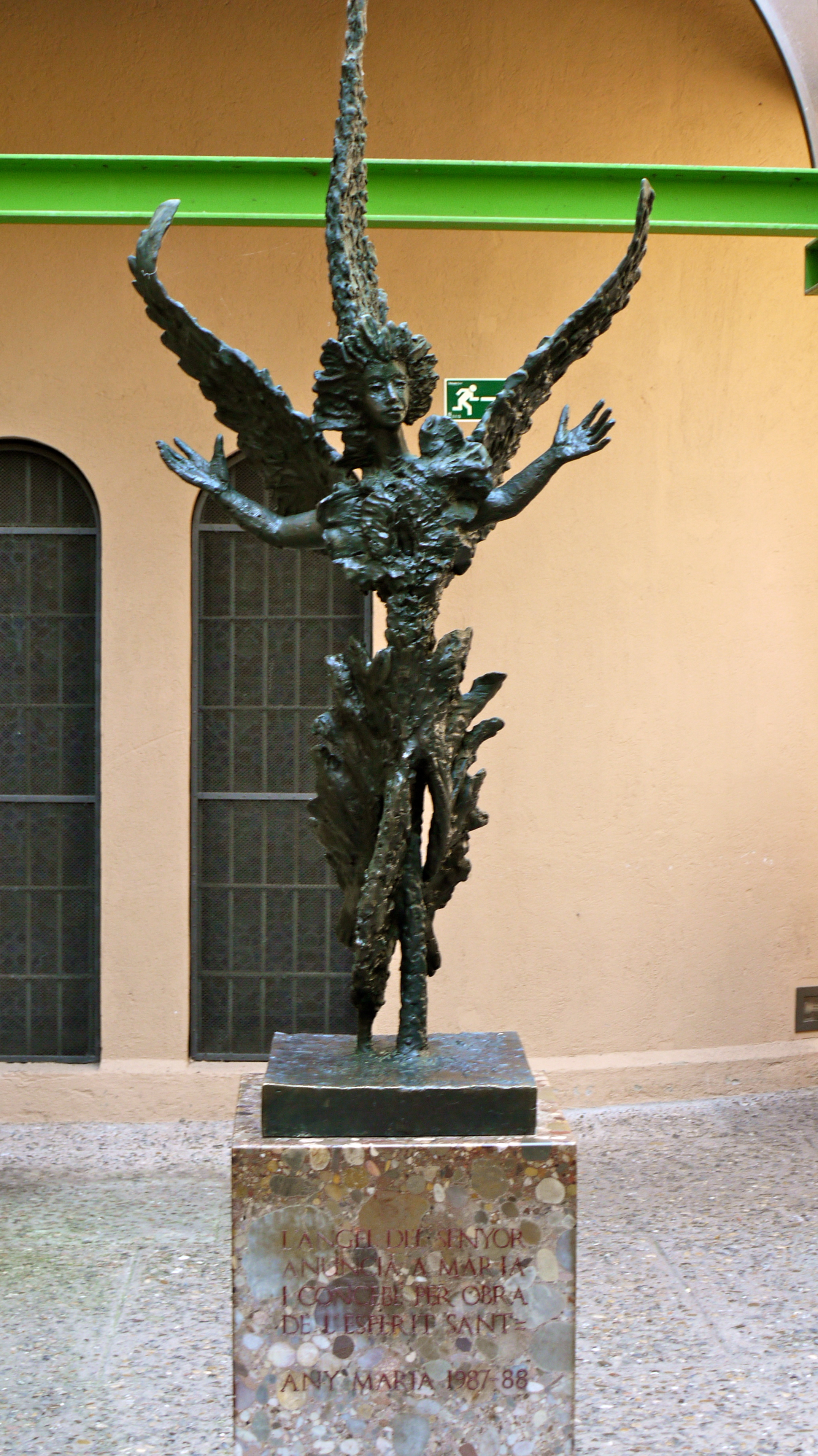
L'Àngel de l'Anunciació, escultura a Montserrat

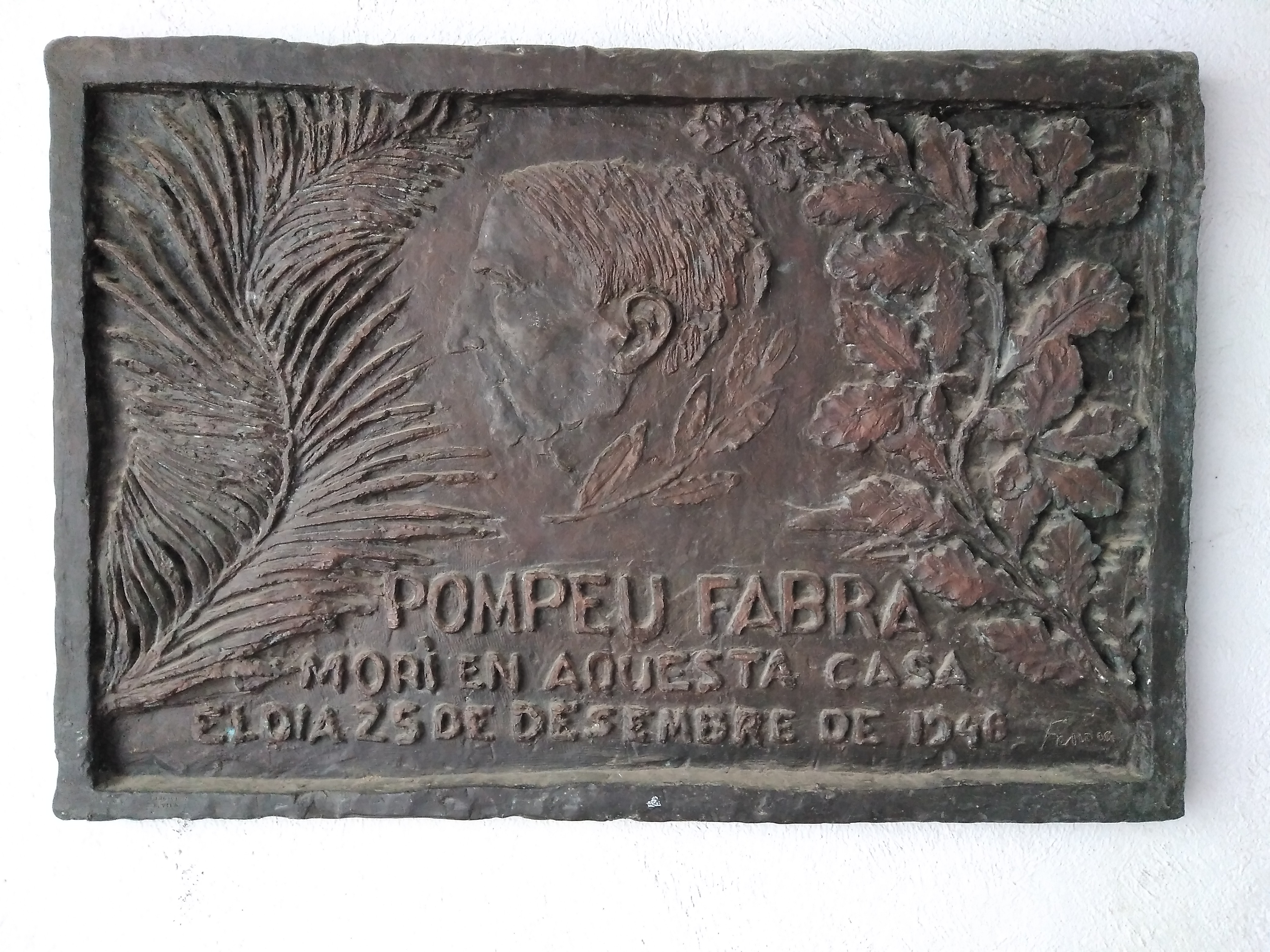
Placa per a la casa on va morir Pompeu Fabra, que es pot veure a l'entrada de la mediateca de Prada

## Biografia
Va néixer el 1899 a la ciutat de Barcelona fill de Francesc Fenosa i Pujol i Casilda Florensa i Pujol naturals de Almatret. Va iniciar els seus estudis en una escola municipal de Barcelona i va treballar al taller de l'escultor Enric Casanovas i Roy. Interessat en les arts plàstiques i l'escultura es traslladà l'any 1921 a París, on gràcies a Pablo Picasso entrà a formar part dels cercles artístics de la "ciutat de la llum".
A la dècada del 1930 retorna a Catalunya, on realitza diverses exposicions a la capital catalana. Després de la caiguda de la Segona República Espanyola i l'inici de la Guerra Civil s'exilià a França, on realitzarà tota la seva obra.
Entre el 1944 i 1945, realitzà l'escultura pel monument commemoratiu aux Martyrs d'Oradour-sur-Glane, sobre la Massacre d'Orador de Glana, encarregat pel Comité de Libération du Limousin. Aquest monument no es va poder inaugurar oficialment fins al 25 de juny de 1999, per problemes amb l'episcopat catòlic de Llemotges. Hi ha una rèplica d'aquesta escultura al Parc dels Pobles d'Europa de Guernika, inaugurat el 2011.
El nom d'Apel·les Fenosa està íntimament vinculat a la vila del Vendrell, ja que l'any 1958 l'artista va comprar la casa del Portal del Pardo, seu de l'actual Fundació Fenosa des de l'any 2002. A partir d'aquell any, Fenosa i la seva esposa estiuejaren al Vendrell, on van muntar un taller al costat del jardí de la casa per tal de dur a terme les seves creacions.
Als anys seixanta Fenosa inicià la creació d'un seguit d'escultures de bronze de petit format molt personals i originals amb la temàtica comuna de la figura femenina transformada en elements vegetals o minerals: escultures que actualment es poden veure al Museu Deu del Vendrell i on les superfícies llises es transformen en concavitats i convexitats, en volums que recreen un cos femení amb aparença de fulles i plantes.
L'any 1981 realitzà l'escultura anomenada L'Olivier per encàrrec de la UNESCO, que la convertí en el guardó del Premi de l'Educació per la Pau que anualment lliura aquesta organització. L'any 1982 fou guardonat amb la Medalla d'Or de la Generalitat de Catalunya, l'any següent amb la Legió d'Honor concedida pel govern de França i l'any 1987 amb la Medalla d´Or de la ciutat de Barcelona.
Fenosa morí el 25 de març de 1988 a la ciutat de París. Fou enterrat al Cementiri de Montparnasse.
La Fundació Apel·les Fenosa conserva el fons personal de l'artista d´escultures originals en terracota o guix sortides de l'estudi de l'artista, així com una selecció de bronzes monumentals. També guarden obres de l'escultor el Museu Nacional d'Art de Catalunya, la Vil·la Casals-Museu Pau Casals (El Vendrell), el Museu d'Art Modern de Tarragona, el Museu d'Art de Sabadell i la Fundació Palau (Caldes d'Estrac).
L'any 2019 es van recuperar dues peces que l'any 1986 havien estat robades de les golfes de la casa que l'escultor i la seva dona Nicole tenien al Vendrell. Es tracta de dues escultures de bronze, un relleu de Sant Jordi i l'obra titulada Saint Georges et le petit Dragon. L'any 2013 el galerista parisenc Nicolas Plescoff les va adquirir en subhasta i posteriorment va contactar amb la Fundació Apel·les Fenosa.

## Obres

### Escultures
- 1944: Monument aux Martyrs d'Oradour-sur-Glane, escultura commemorativa de la Massacre d'Orador de Glana
- 1949: Placa per a la casa on morí Pompeu Fabra[8]
- 1957: Christ, Friburg
- 1971: Orlando Furioso, Madrid
- 1972: Polyphème, Dole
- 1973: Sphinx, Consell Constitucional de París
- 1977: Monument a Pau Casals, Barcelona
- 1977: Saint-Georges terrassant le dragon, París
- 1978: El bon temps perseguint la tempesta, Barcelona

### Dibuixos
Els primers dibuixos de Fenosa es corresponen a la seva època Evolucionista, després d'haver estudiat a l'Escola Horaciana i a l'Escola d'Arts i Oficis del districte V de Barcelona, on tingué com a professor a Francesc Labarta. Els primers dibuixos formen part de llibretes d'apunts d'entre les quals figuren esbossos realitzats al taller d'Enric Casanovas, de qui fou assistent entre els anys 1916 i 1919.
D'aquestes primeres èpoques es conserven pocs dibuixos, donat que Fenosa marxa a França l'any 1920 i viu a París fins a 1929, quan retorna a Catalunya per exposar a la Sala Parés. Quan novament s'exilia a París, l'any 1939, comença novament a practicar el dibuix. L'exposició recull alguns dels retrats que realitza a intel·lectuals i artistes, com Jean Cocteau, Nicole Fenosa, o pintors com Jean Degotex o Youla Chapoval.
D'aquesta època destaca la sèrie de dibuixos que va fer per il·lustrar el Llibre d'Amic i Amat de Ramon Llull, que havia d'editar Pierre Berès l'any 1947, segons la traducció al francès del seu amic Max Jacob. La revista Ariel ja va recollir aquesta iniciativa amb un text publicat per Josep Palau i Fabre.
A partir dels anys 60, quan Fenosa obté el reconeixement al Japó mitjançant diverses exposicions, els seus dibuixos s'executen amb pinzells i tintes xineses d'una gran delicadesa, alguns dels quals serveixen per il·lustrar llibres de bibliòfil amb poemes d'alguns dels seus amics més entranyables, com Francis Ponge, Roger Caillois o Salvador Espriu, que prenen els seus dibuixos per compondre versos exquisits.
Fenosa va practicar el dibuix fins dies abans de la seva mort. L'exposició presenta les seves darreres aiguades on es manifesta el seu desig de concentrar-se cada vegada més en l'esperit en lloc de cercar l'expressivitat de la matèria.
Des de l'any 1982 el Premi Joan Crexells de narrativa entrega una escultura realitzada per l'autor anomenada Atenea.